# Konstantin Dimitrov
Konstantin « Samokovetsa » Dimitrov (en bulgare : Константин Димитров – Самоковеца), né le 21 novembre 1970 à Samokov et mort assassiné le 6 décembre 2003 à Amsterdam, est un gangster et trafiquant de drogue bulgare.

## Biographie
Il est né à Samokov. À l'âge de 16 ans, il est embauché comme agent de sécurité à l'hôtel Rila, à Borovets. Il est diplômé de l'Université d'économie nationale et mondiale avec un diplôme en administration publique. De 1997 à 1998, il travaille à la compagnie d'assurance mafieuse VIS à Vidin et à Samokov.
Après la mort du fondateur Vassil Iliev, il a gravi les échelons de l'entreprise. D'après différentes interviews, il serait dans le commerce, le conseil, l'importation, la restauration et l'agriculture. En 2001, il a déclaré un revenu de 2 millions de leva provenant des activités de ses sociétés bulgares. Il possède également plusieurs sociétés au Royaume-Uni avec un chiffre d’affaires annuel de 200 000 £ chacune. Il possède un hôtel, plusieurs appartements et maisons à Borovets et à Bistritsa. En 1997, il est consultant auprès de VIS, et en 2003 il devient consultant pour des entreprises bulgares et chypriotes commerçant avec la Turquie. C'est alors qu'il commence le trafic de drogue, en développant son propre réseau, en partenariat avec le VIS. Il devient très vite l'une des plus grandes figures du trafic de stupéfiants dans les Balkans, aux côtés de Mehrad « Speedy » Rafati et Sreten Jocić (en).

### Tentative d'assassinat
Le 31 mai 2003, vers 15h40, alors qu'il est sur la route entre Sofia et Samokov avec son cortège composé de deux Mercedes noires et une Audi, il est victime d'une tentative d'assassinat au niveau de Dolni Passarel (bg), au bord du réservoir Iskar (en). Une bombe explose au bord de la route, touchant légèrement la première Mercedes du cortège, mais épargnant la voiture de Dimitrov. Ce dernier n'attend pas l'arrivée de la police et s'enfuit vers Borovets, tandis que quelques-uns de ses gardes restent sur place.
Selon certains, il ne s'agirait pas d'une réelle tentative d'assassinat, mais plutôt d'un avertissement ou d'une démonstration de force adressé à Dimitrov.

### Mort
Le 6 décembre 2003, Dimitrov est abattu sur la place du Dam à Amsterdam alors qu'il était en compagnie de la mannequin Tsetsi Krasimirova (bg), que le tir meurtrier va blesser à la tête. Un agent des services secrets néerlandais, qui avait pour mission de surveiller Dimitrov depuis son arrivée dans le pays, va poursuivre le tueur et l'arrêter dans un bar-restaurant. L'assassin est le narcotrafiquant et tueur à gage Erwin Vreeker. Il est jugé en mai 2004 et condamné à 15 ans de prison, mais n'en effectue que 10 et est relâché en 2014.
Les hypothèses sur les motivations du meurtre sont variées. Certains pensent qu'il serait lié au baron de la drogue serbe Sreten Jocić (en), tandis qu'en Bulgarie, la version la plus répandue est que le tueur aurait été mandaté par les narcotrafiquants Yossif Yossifov « Slivenskiya » et Vassil Katchikov « Le Long », bien qu'aucune preuve n'ai pu être récoltée par la justice bulgare.